# Suman Kundu
Suman Kundu (ur. 24 grudnia 1988) – indyjska zapaśniczka walcząca w stylu wolnym. Piąta na mistrzostwach świata w 2008 i na igrzyskach azjatyckich w 2010. Brązowa medalistka mistrzostw Azji w 2010, igrzysk Wspólnoty Narodów w 2010, a także mistrzostw Wspólnoty Narodów w 2009 i 2011roku.